# Одинцово (станция)
Одинцо́во — железнодорожная станция Белорусского направления Московской железной дороги в 24 км от Белорусского вокзала, юго-западная конечная станция Белорусско-Савёловского диаметра. Открыта в 1870 году. Находится в одноимённом городе Московской области, главный железнодорожный вокзал города. Входит в Московско-Смоленский центр организации работы железнодорожных станций ДЦС-3 Московской дирекции управления движением. По характеру основной работы является промежуточной, по объёму выполняемой работы отнесена ко второму классу. Персонал — 23 железнодорожника. Начальник станции — Бровяков Андрей Олегович (с 2009 года).

## Краткая характеристика
Для пригородных поездов используются две островные и одна боковая высокие платформы, соединённые между собой двумя пешеходными мостами (один из которых крытый). Примечательно, что и после реконструкции, связанной с установкой турникетных линий, строение платформ позволяет пройти по пешеходным мостам как пешеходам, так и пассажирам. С обеих сторон от железной дороги установлены турникеты для прохода пассажиров.
Время движения от Белорусского вокзала — 30-35 минут. Относится к третьей тарифной зоне. Самые дальние точки беспересадочного сообщения: Гагарин, Звенигород. Имеет прямое сообщение моторвагонными поездами с остановочными пунктами Савёловского направления (до 21 ноября 2019 года — и транзитное с Курского на Белорусское направление).
Сохранилось кирпичное здание вокзала, построенное в 1898—1900 годах в стиле модерн по проекту видного архитектора Л. Н. Кекушева. Внешний вид вокзала был задуман так, чтобы со стороны напоминать паровоз и вагон.
21 ноября 2019 года началось движение по линии МЦД-1 Московских центральных диаметров от станции Одинцово до станции Лобня.

## Путевое развитие и поездная работа
Станция имеет 16 путей, среди них — четыре главных, четыре приёмоотправочных, три соединительных и пять для отстоя, 45 стрелочных переводов. Через станцию ежесуточно проходят 112 пар пригородных и пассажирских поездов, включая международные. В их числе 75 пар проходящих электропоездов, 20 пар оборотных поездов Москва — Одинцово, контейнерные поезда, следующие транзитом с Кунцево II. Дважды в день курсирует «Ласточка» Москва — Смоленск — Москва.
Ежесуточная грузовая работа — от 80 до 500 вагонов, летняя пиковая нагрузка — 1200—1500 вагонов с переработкой груза.

## Реконструкция

Станция до реконструкции
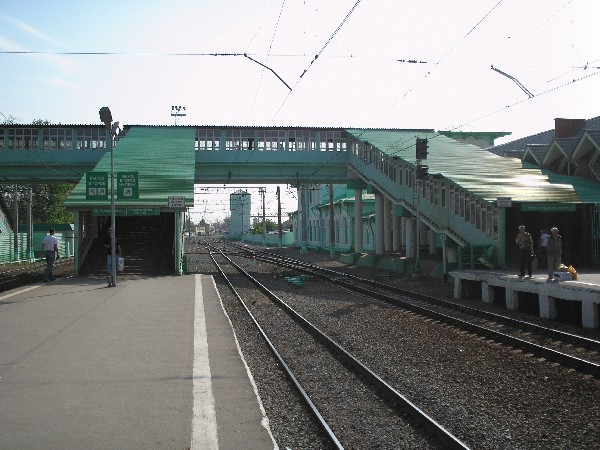
Крытый пешеходный мост на станции Одинцово
Вокзал и путевое развитие, 2014
На посту микропроцессорной централизации, 2014

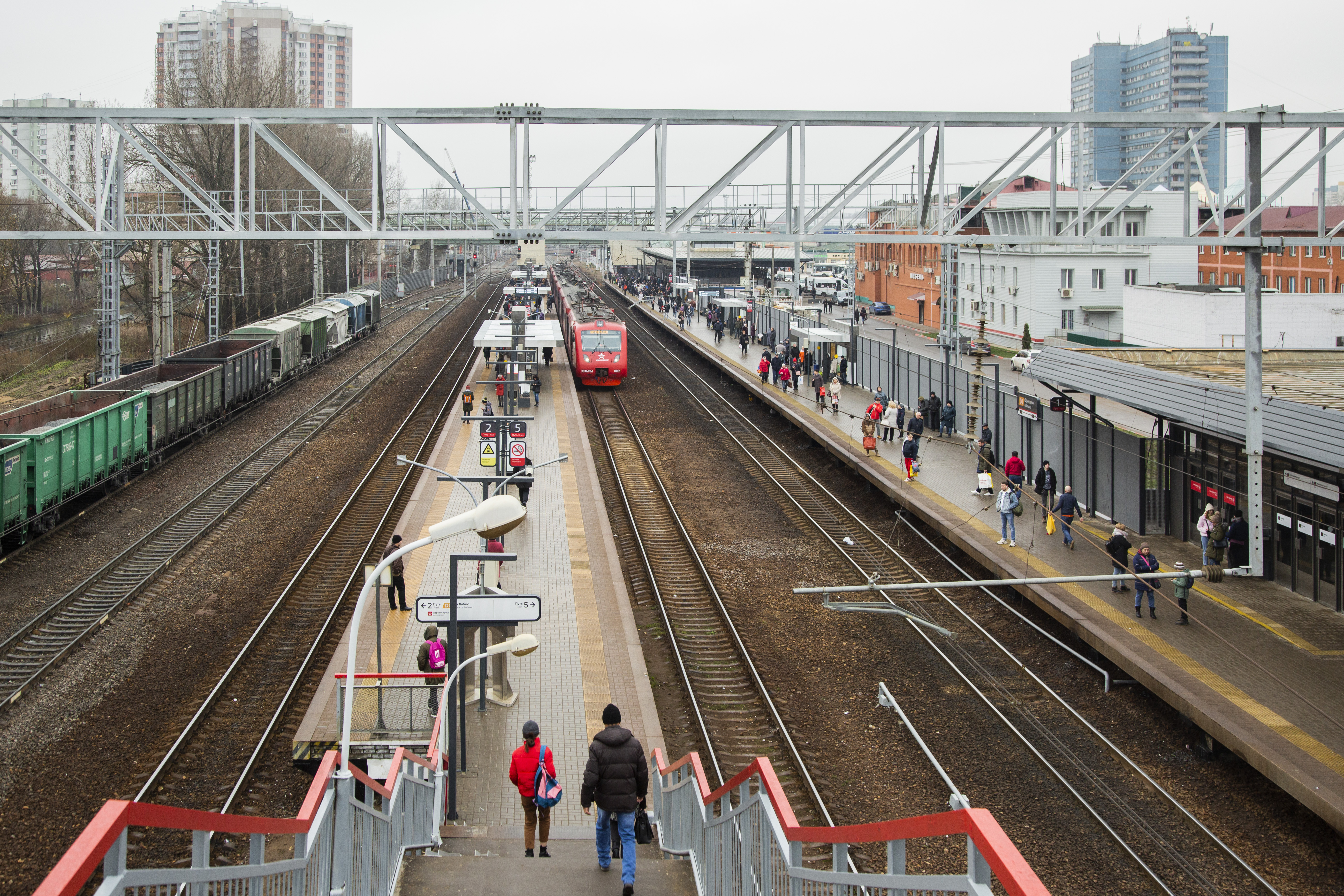
Общий вид станции 16.11.2019

21 декабря 2018 года было запущено движение экспрессов Москва — Одинцово, которые следуют по новому III главному пути. По данным издания «Бизнес Одинцово», Комитетом по архитектуре и градостроительству Московской области утверждён проект нового вокзала Одинцова, разработанный Архитектурным бюро Тимура Башкаева. На станции планируется открытие крупного транспортно-пересадочного узла, он будет оснащён кассово-турникетным залом с технологическими помещениями, и крытым пешеходным мостом, оборудован эскалаторами и лифтами. Планируется благоустройство привокзальной площади, размещение навесов от непогоды. В октябре 2019 года на станции появилась навигация МЦД-1 цвета «физалис».

## Городской транспорт
К северу от платформы расположена Вокзальная площадь — пересадочный узел на автобусы и маршрутные такси. Маршруты проходят как в пределах города, так и связывают Одинцово с различными населёнными пунктами Одинцовского и соседних районов Московской области и с Москвой, а именно: городские автобусы 1, 2к, 4, 5, 9-11, 12к, 14к, 15к, 19к, 27, 44к, 102к, пригородные автобусы 20к, 30, 33, 36, 37, 39, 49, 52, 54, 72, 103к, 1025, 1044, 1045, 1056, междугородние автобусы 50, 1054 (на Звенигород), 339, 461 (на Москву) 1055 (на Голицыно), 468 (до платформы Переделкино), 1043 (до аэропорта Внуково). С противоположной стороны железной дороги расположен микрорайон № 8 и остановки городских маршруток 7к, 8 и 21к, пригородных автобусов 58 (до Краснознаменска) и 80 (до Кубинки I), а также междугороднего 454 (до Киевского вокзала). Также со станции отправляются бесплатные автобусы до Ашана (Марфино) и Глобуса (Юдино).

## В кинематографе
- «На новом месте» (1978)